# Boog van Fabius
De Boog van Fabius (Latijn:Fornix Fabianus) was een antieke triomfboog in het Oude Rome.
De triomfboog stond over de Via Sacra aan de oostelijke rand van het Forum Romanum, naast de regia. Hij was in 121 v.Chr. gebouwd door Quintus Fabius Maximus Allobrogicus, ter ere van zijn overwinning op de Allobroges, een Keltische stam uit Gallië. Het was de eerste triomfboog die op het Forum verscheen. In 57 v.Chr. liet zijn gelijknamige kleinzoon, die in dat jaar aedilis was, de boog restaureren. 
De enkelvoudige boog was gedecoreerd met standbeelden van diverse familieleden van Fabius. Waarschijnlijk was de boog gemaakt van tufsteen en bekleed met travertijn. De inscripties die ooit op de boog waren aangebracht en de restauratie vermeldden werden in de jaren 1540 teruggevonden, maar zijn daarna verloren gegaan. In 1953 werden enkele restanten van de fundering van een enkelvoudige boog geïdentificeerd als de Triomfboog van Fabius. Meer restanten zijn niet bekend. 